# Анхіс

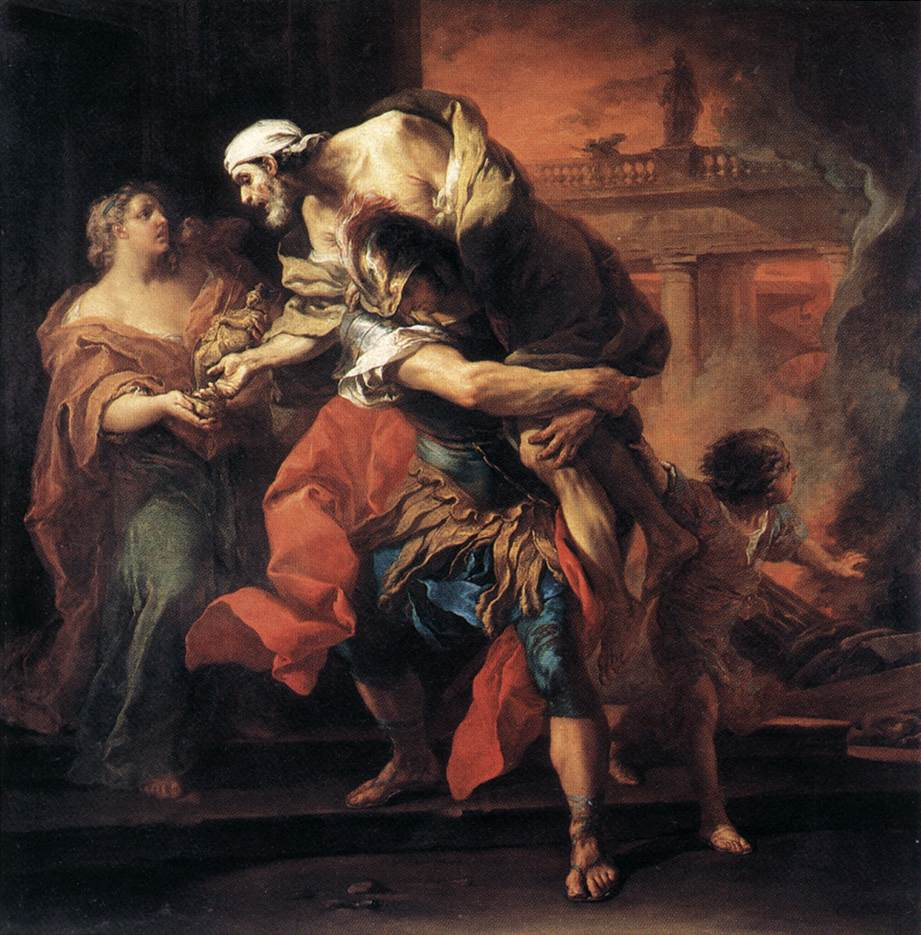
Еней виносить Анхіса з охопленої вогнем Трої

Анхіс, Анхіз (грец. Αγχίσης) — дарданський цар, онук троянського владаря Іла, коханець Афродіти, яка народила від нього сина Енея — героя Троянської війни і засновника римської держави.
Еней на плечах виніс старого Анхіса з охопленої полум'ям Трої. За те, що Анхіс хизувався коханням Афродіти, Зевс осліпив його. Під час мандрів Енея Анхіс помер на острові Сицилія.